# Die versunkene Glocke

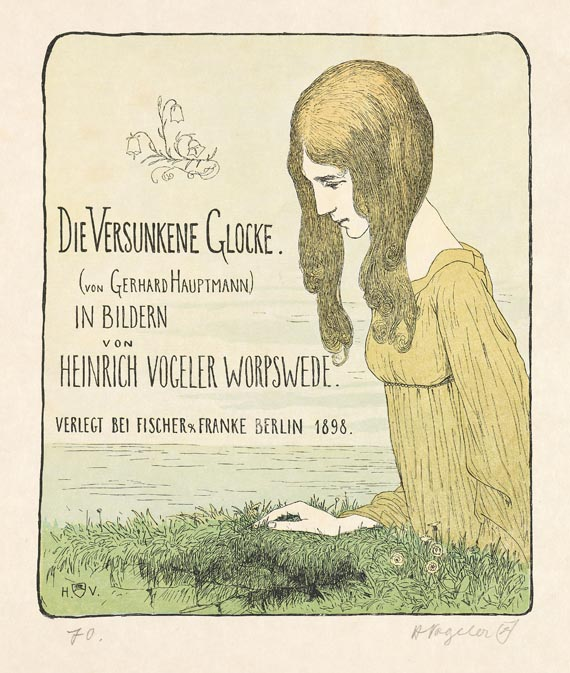
Capa de edição de 1898

Die versunkene Glocke (tradução livre: O Sino afundado) é uma peça de teatro poética em verso branco do dramaturgo alemão Gerhart Hauptmann escrita em 1896.

## Enredo
Trata-se de um drama de fantasia no qual a personagem humana principal é Heinrich, um mestre fundidor de sinos, que completou a sua obra mais importante, um sino que é para ser colocado numa igreja numa montanha habitada por criaturas. Com a hostilidade das criaturas, a carroça que transporta o sino é derrubada e o sino afunda-se num lago de montanha. Heinrich fica ferido e é tratado pela personagem principal do drama, Rautendelein, meio criança, meio fada, cujo amor faz alterar os princípios de Heinrich o que leva à morte de sua esposa.